# ليان شامب
ليان شامب (بالإنجليزية: Leanne Champ) هي لاعبة كرة قدم بريطانية، ولدت في 10 أغسطس 1983 في بورتسموث في المملكة المتحدة. شاركت مع منتخب إنجلترا لكرة القدم للسيدات. أما مع النوادي، فقد لعبت مع نادي أرسنال للسيدات.

## وصلات خارجية
- ليان شامب على موقع الاتحاد الدولي (مؤرشف)  (الإنجليزية)
- ليان شامب على موقع قاعدة بيانات كرة القدم.إي يو (الإنجليزية)